# Emily Rutherfurd
Emily Kernan Rutherfurd (New York, 18 september 1974) is een Amerikaanse actrice.

## Biografie
Rutherfurd werd geboren en groeide op in New York. Zij studeerde af aan de University of Southern California in Los Angeles.
Rutherfurd begon in 1999 met acteren in de televisieserie Work with Me, waarna zij nog meerdere rollen speelde televisieseries en films. Zij is vooral bekend van haar rol als Christine 'New Christine' Hunter in de televisieserie The New Adventures of Old Christine waar zij in 88 afleveringen speelde (2006-2010).
Rutherfurd is in 2003 getrouwd en heeft hieruit een dochter.

## Filmografie

### Films
Uitgezonderd korte films.
- 2014 Work Mom - als Eden
- 2013 Pain & Gain - als Carolyn 'Cissy' DuBois
- 2011 The Assistants - als Liddy Gribble
- 2005 Elizabethtown - als Cindy Hasboro
- 2002 Van Wilder - als Jeannie
- 2000 Live Girls - als Kathryn

### Televisieseries
Uitgezonderd eenmalige gastrollen.
- 2016-2017 The Middle - als Dierdre Peterson - 3 afl.
- 2012 Christine - als gastvrouw - 6 afl.
- 2006-2010 The New Adventures of Old Christine - als Christine 'New Christine' Hunter - 88 afl.
- 2002-2005 Will & Grace - als Joanne - 4 afl.
- 2003-2004 Married to the Kellys - als Mary Kelly - 21 afl.
- 2001-2002 The Ellen Show - als Catherine Richmond - 18 afl.
- 1999-2000 Work with Me - als Stacy - 5 afl.

- Library of Congress Control Number: no2015012948
- Virtual International Authority File: 313502520
- WorldCat: E39PBJqBmDf3cQ4CY6KMkQkv73